# Escut de Vinalesa
L'escut de Vinalesa és un símbol representatiu que utilitza l'ajuntament de Vinalesa, municipi de l'Horta Nord, al País Valencià. Té el següent blasonament:
| « | Escut de forma espanyola, quarterat. Al primer quarter, en camp d'or, els quatre pals de gules. Al segon quarter, en camp d'atzur, una torrassa emmerletada en el seu color natural. Al tercer quarter, en camp d'atzur, àguila amb les ales abaixades i reguardant, en el seu color, sobre un monticle de pedra. Al quart quarter, en camp d'or un anagrama existent a la sobreposada de l'església parroquial. Al timbre, corona de marqués. | » |

## Història
L'escut de Vinalesa fou aprovat pel seu Ajuntament en sessió ordinària de 12 de desembre de 1957, d'acord amb la proposta del cronista oficial José María Rius García.
Els quatre pals del primer quarter representen el fet de ser Jaume I el Conqueridor el primer ocupant. La torrassa pel castell que va tindre la localitat, residència dels senyors de Vinalesa. L'àguila del tercer quarter són les armes de la família del Salvador, senyors de Vinalesa, segons un escut que tenien a la localitat. L'anagrama fa referència a Sant Honorat d'Arle, patró de la localitat. El timbre, corona de marqués pel marquesat de Villores, últims posseïdors del palau.

Escut oficial de Vinalesa.

Després, el 31 d'octubre de 1958, la Reial Acadèmia de la Història, emetí un dictamen molt dur que no respectava cap dels elements proposats i on reprotxava als vinalesins no haver conservat el seu castell, canviava les armes de la família del Salvador i reduïa l'escut al següent blasonament:
| « | Escut d'argent amb un àguila amb les ales esteses de sable, per damunt, al centre del cap, escudet caironat amb els pals d'Aragó. | » |

Finalment, el Ministeri de la Governació, per Decret de 68/1959, de 15 de gener de 1959, aprovà aquest últim com a escut oficial.